# 單一耕作
單一耕作、單一作物，或單一種植是指在廣闊的範圍內生產並種植某一種農作物的農業耕作方式，此詞有見於不同的範疇，是粗放式農業的農民常見的耕作模式。

## 土地利用

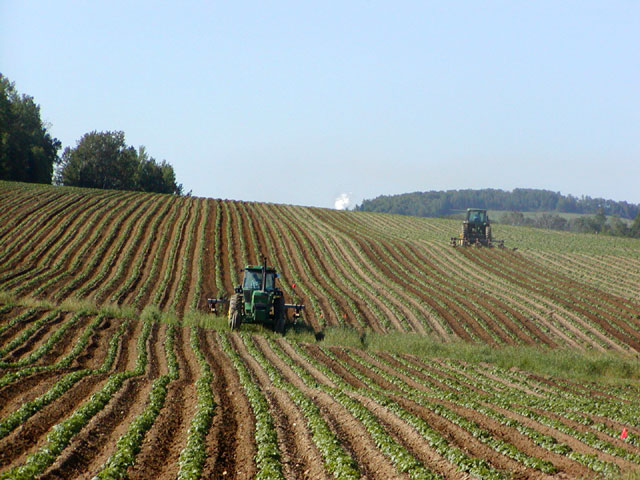
A potato field

單一耕作多用於農業，以描述種植因為基因相似而有相同生長模式的作物，例如蘋果、葡萄。正因為農作物有相同的生長要求和習性，使農民可以有統一種植、養育和收割模式，使農業效率提升，即能在較小的農地上有較高的農產量。加上，單一作物使農民可以就不同生境，如土壤鹽化、乾旱或生長期短，而種植不同的農作物，減低種植、養育和收割產生的廢物和損失。
單一耕作提供更統一的植被結構，可以在提升產量的同時減輕影響同一生境裡其他品種的生長。單一的農作物品種可以更有效率地運用現有光和空間，也增加土壤養分及提升土壤透水度。在過去四十年，運用不同的現代農業技術，如單一耕作，已經大大減低了為提高產量而要增加的農地面積。單一耕作的成功增加了全球糧食盈餘，降低糧食價格。
然而，近年科學界亦發現單一作物存在不少弊病。例如，當今商業市場中，部分農作物品種需求量遠比其他高，導致農民長期只種植一種作物。不同作物會消耗/補充土地中不同的養分，只種植單一作物的話，土地中某種養分會 迅速消耗。如無化肥補充，則該土地很快便十分貧瘠。然而密集式使用化肥又會導致污染地下水或使附近水體富養化等問題。另外亦有指出，單一化作物使地區蜜蜂長期只能吸食一種作物的花粉，導致營養不良，進而促使了全球蜂群崩壞症的問題。